# Лазарев (шелфов ледник)
Шелфовият ледник Лазарев (на английски: Lazasev Ice Shelf) заема част от крайбрежието на Източна Антарктида, край Брега принцеса Астрид на Земя кралица Мод, в акваторията на море Лазарев на северозапад и акваторията на море Рисер-Ларсен на североизток, части съответно от Атлантическия и Индоокеанския сектори на Южния океан. Простира се между 13° и.д. (остров Ленинградски) и 15°30’ и.д. (остров Камила). Дължина от юг на север 90 km, ширина от запад на изток – 100 km, площ 8,5 хил.km². На северозапад навътре в него се вдава заливът Ленинградски. Южно от шелфовия ледник, на около 100 km от брега на континента се намира планинския масив Волтат, хребета Петерман (2810 m) и планината Пайер (2680 m), от които в шелфовия ледник се „влива“ големия континентален ледник Ентусиасти.
През февруари 1820 г. участниците в първата руска антарктическа експедиция, възглавявана от Фадей Белингсхаузен и Михаил Лазарев откриват участък от днешния шелфов ледник Лазарев. Самият шелфов ледник Лазарев е дооткрит, детайлно изследван и топографски заснет чрез аерофотоснимки през 1938 – 39 г. от 3-та германска антарктическа експедиция възглавявана от Алфред Ричер. През 1959 г. в района работи поредната Съветска антарктическа експедиция, която допълва изследванията на германската експедиция и през 1960 г. наименува шелфовия ледник в чест на един от неговите откриватели Михаил Лазарев.